# Interrupce v Ázerbájdžánu
Interrupce v Ázerbájdžánu je na vyžádání legální do dvanáctého týdne těhotenství a za zvláštních okolností je k dispozici i mezi dvanáctým a dvacátým osmým týdnem. Současný ázerbájdžánský potratový zákon vychází z potratového zákona Sovětského svazu z roku 1955, kdy byl Ázerbájdžán republikou Sovětského svazu (jako Ázerbájdžánská sovětská socialistická republika), a poté, co se Ázerbájdžán v roce 1991 osamostatnil, nebyly provedeny žádné změny. V letech 1965 až 1987 byla míra potratů velmi vysoká (mezi 20 a 28 %). Od získání nezávislosti se míra potratů po roce 2000 snížila téměř na polovinu a relativně se stabilizovala (mezi 12 a 14 %). V roce 2014 skončilo 13,8 % těhotenství v Ázerbájdžánu potratem, což je mírný nárůst oproti historickému minimu zaznamenanému v roce 2005 (12,1 %).